# Peltacanthina guttata
Peltacanthina guttata är en tvåvingeart som först beskrevs av Mario Bezzi 1908.  Peltacanthina guttata ingår i släktet Peltacanthina och familjen bredmunsflugor.
Artens utbredningsområde är Kongo. Inga underarter finns listade i Catalogue of Life.